# 웨스턴 유나이티드 FC
웨스턴 유나이티드 FC(Western United FC)는 오스트레일리아의 A리그 소속 프로축구단으로 빅토리아주 멜버른의 서부 지역을 연고로 한다. 2019-20 시즌부터 A리그에 참가했다. 홈 경기장은 마르스 스타디움과 GMHBA 스타디움이다.

## 역사
2018년 12월 13일 A리그 가입이 확정되어 2019-20 시즌부터 참가하게 되었으며, 첫 두 시즌동안에는 질롱의 카르디니아 파크를 이용할 예정이다. 그 후로는 타르네이트의 훈련장을 보수공사하여 새로운 경기장으로 쓸 예정이며, 공사는 2021년에 끝마칠 예정이다.

## 선수 명단

### 현역
참고: FIFA 자격 규정에 따라 소속된 국가대표팀 국기를 표시합니다. 선수는 복수의 FIFA 비회원국 국적을 가지고 있을 수 있습니다.
| 번호 | 포지션 | 국적   | 이름          |
| ---- | ------ | ------ | ------------- |
| 6    | DF     |        | 이마이 토모키 |
| 19   | FW     |        | 노아 보틱     |
| 29   | DF     | 이라크 | 차르벨 샤문   |

| 번호 | 포지션 | 국적 | 이름 |
| ---- | ------ | ---- | ---- |

## 역대 감독
| 감독        | 임기   |
| ----------- | ------ |
| 존 알로이지 | 2021 ~ |

틀:웨스턴 유나이티드 FC 선수 명단